# Måneskin
Måneskin ist eine italienische Rockband aus Rom, die 2017 durch ihre Teilnahme an der Castingshow X Factor bekannt wurde. Sie siegte mit dem Lied Zitti e buoni beim Sanremo-Festival 2021 und Eurovision Song Contest 2021.

## Bandgeschichte

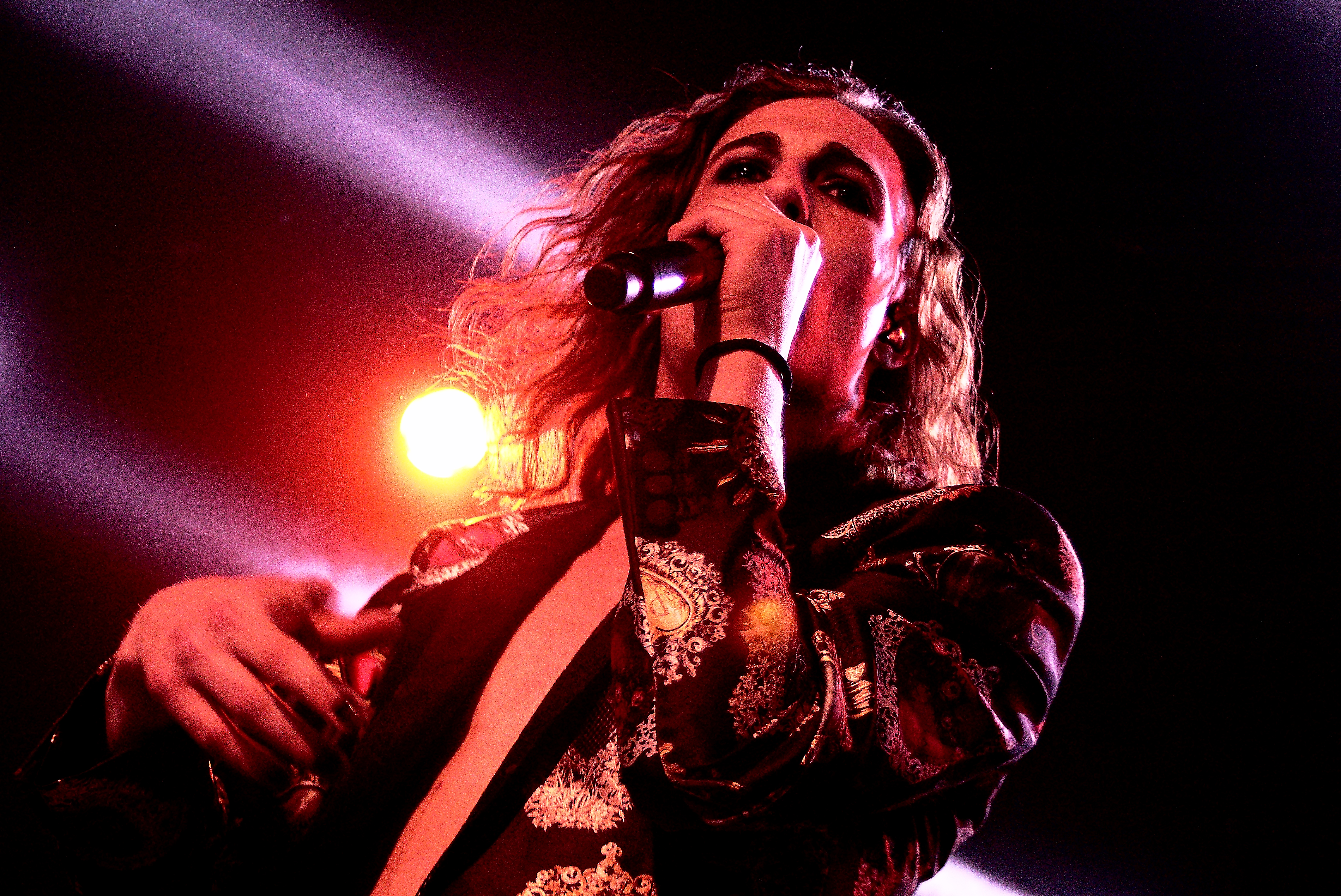
Frontman Damiano David (2018)

Drei von den vier Bandmitglieder lernten sich schon in der Schule kennen und beschlossen 2016, sich zu einer Band zusammenzuschließen. Schlagzeuger Ethan Torchio meldete sich auf einen Aufruf bei Facebook.
Weil die Bassistin Victoria De Angelis dänischer Abstammung ist, wählte man als Namen das dänische Wort für Mondschein, Måneskin (dänische Aussprache [ˈmɔːnəˌsgenˀ]). Mit einem Stilmix aus Rock, Pop und Reggae gelang der Gruppe 2017 in der elften Staffel von X Factor der Einzug ins Team von Manuel Agnelli. Sie wurden als Favorit für den Sieg gehandelt, verloren jedoch im Finale gegen Lorenzo Licitra. Danach erschien die erste EP Chosen.
Anfang 2018 tourte die Band durch italienische Clubs; im März legte sie mit Morirò da re erstmals eine italienischsprachige Single vor. Im Oktober 2018, in Vorbereitung des ersten Studioalbums, gelang der Band mit der Ballade Torna a casa erstmals der Sprung auf Platz eins der italienischen Charts. Das Album mit dem Titel Il ballo della vita erschien im November und erreichte ebenfalls die Chartspitze. 2019 folgten weitere erfolgreiche Singles wie L’altra dimensione und Le parole lontane.
Ende 2020 meldete sich Måneskin mit dem Stück Vent’anni zurück. Im März siegte die Band beim Sanremo-Festival 2021 mit dem Rocksong Zitti e buoni. Im selben Monat erschien das Album Teatro d’ira – Vol. I, das erneut die Chartspitze erreichte. Mit Zitti e buoni gelang der Gruppe im Mai auch der Sieg beim Eurovision Song Contest 2021. Dadurch erhielt sie weltweite Aufmerksamkeit. Vor allem ihre Coverversion des Liedes Beggin’ von den Four Seasons (ursprünglich 2017 bei X Factor präsentiert) wurde ein viraler Hit, der auch in den USA mit Platin ausgezeichnet wurde.
Im November 2022 wurde Måneskin durch die amerikanische Recording Academy für die Grammy Awards 2023 in der Kategorie Best New Artist nominiert. Nach mehreren Singles und einer ausgedehnten Tournee erschien Anfang 2023 ihr drittes Album Rush!, das im Unterschied zu den vorhergehenden Alben hauptsächlich englischsprachige Lieder enthält.

## Mitglieder
- Damiano David (* 8. Januar 1999), Gesang
- Thomas Raggi (* 18. Januar 2001), Gitarre
- Victoria De Angelis (* 28. April 2000), Bass
- Ethan Torchio (* 8. Oktober 2000), Schlagzeug

## Diskografie
Studioalben

| Jahr | Titel Musiklabel                         | Höchstplatzierung, Gesamtwochen, AuszeichnungChartplatzierungen (Jahr, Titel, Musiklabel, Platzierungen, Wochen, Auszeichnungen, Anmerkungen) | Höchstplatzierung, Gesamtwochen, AuszeichnungChartplatzierungen (Jahr, Titel, Musiklabel, Platzierungen, Wochen, Auszeichnungen, Anmerkungen) | Höchstplatzierung, Gesamtwochen, AuszeichnungChartplatzierungen (Jahr, Titel, Musiklabel, Platzierungen, Wochen, Auszeichnungen, Anmerkungen) | Höchstplatzierung, Gesamtwochen, AuszeichnungChartplatzierungen (Jahr, Titel, Musiklabel, Platzierungen, Wochen, Auszeichnungen, Anmerkungen) | Höchstplatzierung, Gesamtwochen, AuszeichnungChartplatzierungen (Jahr, Titel, Musiklabel, Platzierungen, Wochen, Auszeichnungen, Anmerkungen) | Höchstplatzierung, Gesamtwochen, AuszeichnungChartplatzierungen (Jahr, Titel, Musiklabel, Platzierungen, Wochen, Auszeichnungen, Anmerkungen) | Anmerkungen                                                |
| Jahr | Titel Musiklabel                         | DE | AT | CH | UK | US | IT | Anmerkungen                                                |
| ---- | ---------------------------------------- | --- | --- | --- | --- | --- | --- | ---------------------------------------------------------- |
| 2018 | Il ballo della vita RCA Records (Sony)   | DE37 (13 Wo.)DE | AT14 (21 Wo.)AT | CH15 (28 Wo.)CH | — | — | IT1 ×5Fünffachplatin · (188 Wo.)IT | Erstveröffentlichung: 26. Oktober 2018 Verkäufe: + 270.000 |
| 2021 | Teatro d’ira – Vol. I RCA Records (Sony) | DE11 (20 Wo.)DE | AT5 (37 Wo.)AT | CH5 (40 Wo.)CH | UK49 (8 Wo.)UK | — | IT1 ×5Fünffachplatin · (125 Wo.)IT | Erstveröffentlichung: 19. März 2021 Verkäufe: + 500.000    |
| 2023 | Rush! Epic Records (Sony)                | DE3 (25 Wo.)DE | AT1 (56 Wo.)AT | CH1 (64 Wo.)CH | UK5 Silber · (3 Wo.)UK | US18 (2 Wo.)US | IT1 ×2Doppelplatin · (71 Wo.)IT | Erstveröffentlichung: 20. Januar 2023 Verkäufe: + 484.000  |

## Auszeichnungen
MTV Video Music Awards
- 2022: „Best Alternative Video“ für I Wanna Be Your Slave[6]

## Belege
1. ↑  Måneskin: Von der Schulband zu ESC-Siegern. 6. Mai 2022, abgerufen am 9. Mai 2024.
2. ↑  måneskin in Den Danske Ordbog (dänisch)
3. ↑  Who is Victoria De Angelis? In: Italy24 News. 23. Mai 2021, abgerufen am 27. Mai 2021 (englisch).
4. ↑  Italien gewinnt den Eurovision Song Contest 2021, Eurovision.de, 23. Mai 2021
5. ↑  2023 GRAMMY Nominations: See The Complete Nominees List auf grammy.com, 15. November 2022; abgerufen am 17. November 2022.
6. ↑  2022 MTV Video Music Awards: Alle Gewinner des Abends. In: mtv.de. 29. August 2022, abgerufen am 30. August 2022.